# Jill de Jong
Jill de Jong (født 2. februar 1982 i Hoogeveen, Holland) er en hollandsk fotomodel.
I 2002 blev hun valgt af Eidos som portræt til protagonisten Lara Croft i deres computerspilsserie Tomb Raider, mere specifikt blev der tale om Lara Croft Tomb Raider: The Angel of Darkness.